# Cephalodella subsecunda
Cephalodella subsecunda är en hjuldjursart som beskrevs av Myers 1924. Cephalodella subsecunda ingår i släktet Cephalodella och familjen Notommatidae. Arten är reproducerande i Sverige. Inga underarter finns listade i Catalogue of Life.